# أدريان يونغ (لاعب كرة قدم أمريكية)
أدريان يونغ (بالإنجليزية: Adrian Young)‏ هو لاعب كرة قدم أمريكية أمريكي، ولد في 31 يناير 1946 في دبلن في جمهورية أيرلندا.

## أنظر أيضا
- أدريان هابارد
- أدريان هاردي
- أدريان هاميلتون
- أدريان وارد
- أدريان ويلسون

## وصلات خارجية
- أدريان يونغ على موقع مرجع كرة القدم المحترفة.كوم (الإنجليزية)
- أدريان يونغ على موقع JustSportsStats.com (الإنجليزية)
- أدريان يونغ على موقع كلية كرة القدم في سبورتس رفرنس.كوم (الإنجليزية)